# 最佳实践
最佳实践（best practice）是一个管理学概念，认为存在某种技术、方法、过程、活动或机制可以使生产或管理实践的结果达到最优，并减少出错的可能性。
最佳实践还常常被咨询公司、研究机构、政府机构和行业协会定义为：为持续有效地达到企业目标而采取的最成功的解决方案或解决问题的方法。
最佳實踐常被用來作為一種強制行政標準以保證品質，其基礎可以是自我評估和標杆管理。 最佳實踐是ISO 9000和ISO 14001認證的管理標準。